# Джевдет Їлмаз
Джевдет Їлмаз (тур. Cevdet Yılmaz; нар. 1 квітня 1967, Бінгель, Туреччина) — турецький політик, віце-президент Туреччини з 3 червня 2023 року. Раніше він обіймав посаду міністра розвитку з 2011 до 2015 року і знову з 2015 до 2016 року.

## Біографія
Джевдет Їлмаз народився 1 квітня 1967 року у курдському місті Бінгель.
Після закінчення середньої школи в Бінгелі в 1983 році Їлмаз закінчив факультет економіки та адміністративних наук державного управління Близькосхідного технічного університету в 1988 році. 1989 року він почав працювати в Державній плановій організації.
У період з 1992 до 1994 року Їлмаз поїхав до Сполучених Штатів і закінчив факультет міжнародних відносин Університету Денвера. На факультеті політології та державного управління Білкентського університету Їлмаз отримав докторський ступінь. 2003 року Їлмаз був призначений до Генерального директорату у відносинах з ЄС.
На виборах 2007 року Їлмаз був обраний депутатом від Бінгеля. 1 травня 2009 року його було призначено державним міністром у другому кабінеті Реджепа Тайіпа Ердогана. 6 липня 2011 року Їлмаз став Міністром розвитку у третьому кабінеті Ердогана.
3 червня 2023 року призначений віце-президентом Туреччини.